# Emiliano García Escudero
Emiliano García Escudero (Ciudad de México, México, 25 de noviembre de 2003) es un futbolista mexicano. Juega como atacante y su equipo es el Club Puebla de la Primera División de México.

## Trayectoria
Sus inicios fueron con el Club Puebla de la Primera División de México, jugando en todas las categorías del Club Puebla sub-15, sub-17, sub-20 y Primera División de México.
Con un dato escandaloso jugando como titular en la sub-17 con 14 años de edad y en la sub-20 con recién cumplidos los 16 años. Siendo el jugador más joven en debutar defendiendo la camiseta poblana y el tercer debut más joven en la Primera División de México con 15 años de edad. Teniendo unos meses antes su debut (no oficial) vs D.C. United de la leyenda británica Wayne Rooney en la ciudad de Washington D. C. En la que casi rompe la igualada con una gran jugada individual que culminó sacando un disparo al larguero en los últimos minutos del encuentro disputado en el Audi Field que terminó con empate 1-1.
En enero del 2021 con recién cumplidos los 17 años y haber pasado por todas las categorías del Club Puebla. Emiliano García Escudero dio un paso muy grande y desde ese mismo año es parte de las filas del Villarreal Club de Fútbol conocido como el Submarino Amarillo. El joven atacante mexicano se convirtió en pieza clave en la máxima categoría juvenil del Club. Siendo de los jugadores con mejor rendimiento en dicha categoría. Gracias a sus grandes actuaciones formó parte del combinado que disputó la Liga Juvenil de la UEFA en donde Emiliano García Escudero llegó a marcar en el primer encuentro. Partido disputado contra el equipo Italiano de la ciudad de Bergamo el Atalanta Bergamasca Calcio.
El joven mexicano con un excelente disparo cruzado marcó el 2-0 definitivo en el debut del Submarino Amarillo en la Liga Juvenil de la UEFA. También Emiliano García Escudero participó en la goleada del conjunto castellonense en Mánchester, Inglaterra.
El Submarino Amarillo goleó 4-1 a domicilio al Manchester United de Alejandro Garnacho y Shola Shoretire. El partido se disputó en Leigh Sports Village casa del Manchester United. Gracias a dicha competición y el pertenecer a un club de esa altura Emiliano García Escudero se sigue mostrando a los grandes clubes a nivel mundial.

## Selección nacional
En selección de fútbol de México Emiliano ha sido llamado desde que tiene 14 años, su primera convocatoria fue en septiembre del 2018 bajo las órdenes del exfutbolista Mario Arteaga para formar parte del combinado nacional u16. Emiliano estuvo presente en muchas convocatorias de dicha categoría como con la Selección de Fútbol de México u18. Siendo ya futbolista del Villarreal Club de Fútbol Emiliano ha sido convocado para la Selección de Fútbol de México u20 y durante el verano del 2021 para entrenar con la Selección Mayor dirigida por Gerardo Martino mientras se disputaba la Copa de Oro de la Concacaf 2021.

## Estadísticas Profesionales

### Clubes
Actualizado al último partido disputado el 11 de abril de 2020.
| Club               | Div.          | Temporada     | Liga  | Liga  | Liga   | Copas nacionales | Copas nacionales | Copas nacionales | Copas internacionales | Copas internacionales | Copas internacionales | Total | Total | Total  |
| Club               | Div.          | Temporada     | Part. | Goles | Asist. | Part.            | Goles            | Asist.           | Part.                 | Goles                 | Asist.                | Part. | Goles | Asist. |
| ------------------ | ------------- | ------------- | ----- | ----- | ------ | ---------------- | ---------------- | ---------------- | --------------------- | --------------------- | --------------------- | ----- | ----- | ------ |
| C. Puebla · México | 1.ª           | 2019-20       | 1     | 0     | 0      | —                | —                | —                | —                     | —                     | —                     | 1     | 0     | 0      |
| C. Puebla · México | Total club    | Total club    | 1     | 0     | 0      | 0                | 0                | 0                | 0                     | 0                     | 0                     | 1     | 0     | 0      |
| Total carrera      | Total carrera | Total carrera | 0     | 0     | 0      | 0                | 0                | 0                | 1                     | 0                     | 0                     | 1     | 0     | 0      |